# Carl Andrae
Carl Christoffer Georg Andræ (14 octobre 1812 - 2 février 1893) est un homme politique danois et un mathématicien.

## Biographie
De 1842 jusqu'à 1854, il a été professeur de mathématiques et de mécanique au Collège national militaire. Andræ a été élu à l'Académie royale danoise en 1853. Au cours de l'année suivante, il est devenu ministre des Finances dans le cabinet de Bang avant de devenir à son tour le président du Conseil du Danemark de 1856 à 1857. Après avoir été remplacé comme président du Conseil par Carl Christian Hall en 1857, Andræ a continué d'être ministre des Finances au sein du cabinet de Hall jusqu'en 1858. Réputé individualiste, il n'a jamais officiellement adhéré à aucun groupe politique après la défaite des libéraux-nationaux, mais est resté pour le reste de sa vie un sceptique, conservateur de facto, spectateur de la lutte constitutionnelle.
Bien que profondément convaincus du bien-fondé de l'usage de son mode de scrutin à vote unique transférable pour l'élection des représentants et prêt à le défendre dans l'enceinte du Parlement, il ne fait aucun effort pour le porter à l'attention des scientifiques et hommes d'État dans d'autres pays.
Il est l'époux de la féministe danoise, Hansine Andræ.